# Thoracostoma philippinense
Thoracostoma philippinense är en rundmaskart som beskrevs av Allgen 1951. Thoracostoma philippinense ingår i släktet Thoracostoma och familjen Leptosomatidae. Inga underarter finns listade i Catalogue of Life.